# Mingrèlia - Alta Svanètia
Samegrelo-Zemo Svaneti (georgià: სამეგრელო-ზემო სვანეთი) és una regió (Mkhare) a l'oest de Geòrgia amb de 18,120 habitants 7468 km². La regió té Zugdidi com a centre administratiu, mentre que Giorgi Guguchia és governador de la regió des de juny de 2021. Samegrelo-Zemo Svaneti està compilat de les històriques províncies georgianes de Samegrelo (Mingrelia) i Zemo Svaneti (és a dir, l'Alta Svaneti).

## Subdivisions
La regió té una ciutat autogovernada (Poti) i 8 municipis amb 143 comunitats administratives (temi), per un total de 531 assentaments poblats:
- Vuit ciutats: Abasha, Khobi, Martvili, Poti, Jvari, Zugdidi, Senaki i Tsalenjikha.
- Dos dabas: Mestia, Chkhorotsku
- Pobles: 521

| Mapa                    | Municipi |
| ----------------------- | -------- |
| </img>                  |          |
| Ciutat de Poti          |          |
| Municipi d'Abasha       |          |
| Municipi de Zugdidi     |          |
| Municipi de Martvili    |          |
| Municipi de Mestia      |          |
| Municipi de Senaki      |          |
| Municipi de Chkhorotsku |          |
| Municipi de Tsalenjikha |          |
| Municipi de Khobi       |          |

## Geografia
El Samegrelo-Zemo Svaneti Mkhare es pot dividir en dues regions històriques; Svaneti i Samegrelo. A la part nord de Samegrelo es troben les muntanyes Egrisi. Els municipis de Chkhorotsqu, Martvili i Tsalenjikha es troben just al costat de la serralada Egrisi al nord de Samegrelo. Al sud es troba la vall de Kolkheti, que és una regió majoritàriament plana. Els municipis que es troben a la vall són Zugdidi, Khobi, Senaki, Abasha i la ciutat de Poti. El costat oest de Samegrelo limita amb Apkhazeti just al riu Enguri i l'est limita amb Imereti al riu Tskhenistsqali. L'important riu Rioni de Geòrgia Occidental també passa per Samegrelo, desembocant al mar Negre a la ciutat de Poti. L'altra regió; Zemo Svaneti, es troba just al costat de la serralada del Caucas del Nord. El seu únic municipi és Mestia. Svaneti té la muntanya més alta de Geòrgia, el mont Shkhara, amb 5.193 metres, o 17.037 peus.

## Demogràfic
| Abasha Municipality | 30,286  | 30,416  | 29,246  | 28,219  | 28,707  | -       | 22,341  | 19,560  |
| Khobi Municipality | 31,280  | 37,653  | 38,092  | 38,939  | 41,240  | -       | 30,548  | 27,806  |
| Martvili Municipality | 47,777  | 49,167  | 47,797  | 46,009  | 44,627  | -       | 33,463  | 31,495  |
| Mestia Municipality | 16,311  | 17,801  | 17,442  | 14,776  | 14,248  | -       | 9,316   | 9,447   |
| City of Poti | 48,117  | 45,979  | 48,508  | 50,922  | 47,149  | -       | 41,465  | 41,536  |
| Senaki Municipality | 47,553  | 50,336  | 50,774  | 52,681  | 52,112  | -       | 39,652  | 34,315  |
| Tsalenjikha Municipality | 29,019  | 37,813  | 39,477  | 38,643  | 40,133  | -       | 26,158  | 23,296  |
| Chkhorotsku Municipality | 27,647  | 30,784  | 31,404  | 29,840  | 30,124  | -       | 22,309  | 21,361  |
| Zugdidi Municipality | 96,643  | 112,241 | 120,217 | 125,444 | 167,760 | -       | 105,509 | 99,542  |
| Samegrelo-Zemo Svaneti | 374,633 | 412,190 | 422,957 | 425,473 | 466,100 | 416,349 | 330,761 | 308,358 |
| * Research after 2014 census showed the 2002 census was inflated by 8-9 percent. **Corrected data based on retro-projection 1994–2014 in collaboration with UN |         |         |         |         |         |         |         |         |

### Grups ètnics
Segons el cens de Geòrgia de 2014, el 99,37% de la població és georgiana i el 0,35% és russa. Altres grups ètnics que viuen a la regió inclouen ucraïnesos, armenis, apsuans i grecs.

### Idiomes
El georgià és parlat per tota la població de la regió i per les minories ètniques com els russos i altres. El mingrelià és una llengua kartveliana parlada pels mingrelians, un subgrup de gent georgiana i nativa de Mingrelia.
El svan és també una llengua kartveliana, parlada pels svans, un subgrup de gent georgiana nativa de Svaneti.

### Religió
Al voltant del 99% de la població s'identifica com a cristians ortodoxos. També existeixen petites minories de cristians armenis i catòlics romans.